# Мартинш, Андре
Андре Ренату Соариш Мартинш (порт. André Renato Soares Martins; родился 21 января 1990 года, Санта-Мария-да-Фейра, Португалия) — португальский футболист, полузащитник. Выступал в национальной сборной Португалии.

## Клубная карьера
Андре начинал свою карьеру в клубе «Аргонсилье», позднее перебрался в «Фейренсе», а уже оттуда в «Спортинг». На протяжении двух сезонов, с 2009 по 2011 год он выступал за более скромные клубы на правах аренды. 20 октября 2011 года Андре дебютировал за «Спортинг» в матче Лиги Европы против «Васлуя». С тех пор Андре начал появляться в основном составе лиссабонской команды.
В дальнейшем играл за греческий «Олимпиакос» (2016—2018) и польскую «Легию» (2018—2022). Завершил карьеру в 2023 году в составе «Хапоэля» из Беэр-Шевы.

## Карьера в сборной
Андре выступал за молодёжные сборные Португалии. В составе национальной сборной Португалии он дебютировал 10 июня 2013 года в матче против сборной Хорватии. 14 августа того же года он сыграл свой второй матч за сборную, против Нидерландов.

### Матчи за сборную Португалии
| Матчи и голы Мартинша за сборную Португалии | Матчи и голы Мартинша за сборную Португалии | Матчи и голы Мартинша за сборную Португалии | Матчи и голы Мартинша за сборную Португалии | Матчи и голы Мартинша за сборную Португалии | Матчи и голы Мартинша за сборную Португалии |
| ------------------------------------------- | ------------------------------------------- | ------------------------------------------- | ------------------------------------------- | ------------------------------------------- | ------------------------------------------- |
| №                                           | Дата                                        | Соперник                                    | Счёт                                        | Голы Мартинша                               | Соревнование                                |
| 1                                           | 10 июня 2013                                | Хорватия                                    | 1 : 0                                       | -                                           | Товарищеский матч                           |
| 2                                           | 14 августа 2013                             | Нидерланды                                  | 1 : 1                                       | -                                           | Товарищеский матч                           |

Итого: 2 матча / 0 голов; 1 победа, 1 ничья, 0 поражений.